# Châtellenie du pays de Waes
 (octobre 2021).
La mise en forme du texte ne suit pas les recommandations de Wikipédia : il faut le « wikifier ».
Les points d'amélioration suivants sont les cas les plus fréquents. Le détail des points à revoir est peut-être précisé sur la page de discussion.
- Les titres sont pré-formatés par le logiciel. Ils ne sont ni en capitales, ni en gras.
- Le texte ne doit pas être écrit en capitales (les noms de famille non plus), ni en gras, ni en italique, ni en « petit »…
- Le gras n'est utilisé que pour surligner le titre de l'article dans l'introduction, une seule fois.
- L'italique est rarement utilisé : mots en langue étrangère, titres d'œuvres, noms de bateaux, etc.
- Les citations ne sont pas en italique mais en corps de texte normal. Elles sont entourées par des guillemets français : « et ».
- Les listes à puces sont à éviter, des paragraphes rédigés étant largement préférés. Les tableaux sont à réserver à la présentation de données structurées (résultats, etc.).
- Les appels de note de bas de page (petits chiffres en exposant, introduits par l'outil «  Source ») sont à placer entre la fin de phrase et le point final[comme ça].
- Les liens internes (vers d'autres articles de Wikipédia) sont à choisir avec parcimonie. Créez des liens vers des articles approfondissant le sujet. Les termes génériques sans rapport avec le sujet sont à éviter, ainsi que les répétitions de liens vers un même terme.
- Les liens externes sont à placer uniquement dans une section « Liens externes », à la fin de l'article. Ces liens sont à choisir avec parcimonie suivant les règles définies. Si un lien sert de source à l'article, son insertion dans le texte est à faire par les notes de bas de page.
- La présentation des références doit suivre les conventions bibliographiques. Il est recommandé d'utiliser les modèles {{Ouvrage}}, {{Chapitre}}, {{Article}}, {{Lien web}} et/ou {{Bibliographie}}. Le mode d'édition visuel peut mettre en forme automatiquement les références.
- Insérer une infobox (cadre d'informations à droite) n'est pas obligatoire pour parachever la mise en page.

Pour une aide détaillée, merci de consulter Aide:Wikification.
Si vous pensez que ces points ont été résolus, vous pouvez retirer ce bandeau et améliorer la mise en forme d'un autre article.
 (octobre 2021).
La Châtellenie du pays de Waes (en néerlandais Waasland) était une châtellenie du comté de Flandre entre 1241 et 1795. Il était situé dans la région du même nom, pays de Waes. La région était entouré par les Quatre-Métiers crénelé (dans le sens des aiguilles d'une montre), le pays de Beveren, le pays de Bornem, le pays de Termonde et Oudburg, ainsi que le duché de Brabant.

## Histoire
Le pays de Waes est devenu une juridiction distincte par la Keure van het Land van Waas, qui a été accordé en 1241 par la comtesse Jeanne de Constantinople. Un collège principal a été installé, qui fut alors la plus haute autorité dans la région. Il se composait de sept échevins et d'un bailli. Ils s'occupaient des recours (de droit civil et pénal) des tribunaux locaux, de la répartition des impôts et des contributions de guerre, et de l'arrangement des questions administratives générales.
À l'origine, ils se réunissaient sous un tilleul sur la grand-place. À partir de 1518, ils effectuèrent ces réunions dans un bâtiment en bois. En 1541, un bâtiment fut acheté sur la grand-place, qui fut ensuite agrandi et embelli dans les années suivantes. C'est ce qu'on appelle le Landhuis van Waas, qui est encore si célèbre aujourd'hui. Les échevins de cette Keure se réunissaient généralement à Saint-Nicolas, où la cour féodale de Waes avait son siège pour administrer la justice,,,.
La châtellenie a rejoint la révolte de Gand contre l'empereur Charles Quint en 1539.
Cette Keure resta en vigueur jusqu'à la fin du XVIIIe siècle, au début de la domination française. La division administrative traditionnelle a été remaniée et la châtellenie du pays de Waes est devenue une partie du département de l'Escaut.

## Juridiction
Le territoire de De Keure van Waes comprenait les paroisses suivantes :
- Bazel
- Belsele
- Daknam
- Elversele
- Kemzeke
- Lokeren
- Melsele
- Moerbeke
- Nieukerken-Waes
- Sinay
- Saint-Gilles-Waes
- Saint-Nicolas
- Saint-Paul
- Stekene
- Tielrode
- Vrasene
- Waesmunster

Ils étaient sous l'autorité du comte de Flandre, soumis au collège principal de Waes.
Il y avait aussi les « villages apanages ». Il s'agissait de territoires largement indépendants qui ne devaient obéir au collège principal que pour les charges du comte ou du monarque. Cela comprenait les paroisses de Beveren, Burcht, Eksaarde, Haasdonk, Rupelmonde et Tamise, ainsi que certaines enclaves de la seigneurie de Beveren à Saint-Nicolas, Belsele, Lokeren, Daknam et Haasdonk. Il y avait aussi les « polders libres » de Doel, Kallo, Kieldrecht et Verrebroek, qui devaient payer moins d'impôts. Enfin il y avait les « vassaux du Keure » Kruibeke et Zwijndrecht, qui avaient un statut juridique distinct mais payaient l'impôt de la Keure. Plus tard, cependant, ces divisions ont été modifiées, de sorte que toutes les paroisses ont été traitées de manière égale. Une remarque importante est que certains villages ne formaient pas encore une entité juridique autonome sous l'Ancien Régime. Meerdonk, par exemple, n'était qu'un hameau de Vrasene jusqu'en 1846.
Les grands échevins de Waes et d'autres nobles possédaient de nombreuses possessions dans le Pays de Waes : le prince d'Arenberg possédait une grande partie des terres des polders et l'ensemble de Verrebroek. Parmi les échevins et huissiers on retrouve les familles Triest, Vander Sare, Vydt, Van Steelant, De Ghistelles, De Gruutere, Vander Gracht, De Moerman, Papeians de Morchoven dit van der Strepen, De Jonghe, Keyaerts, Dullaert, Ramont, Van Pottelsberghe .
De plus, il y avait plusieurs seigneuries qui étaient gouvernées par les familles nobles de Wase : Paddenschoot, Varebeke, Puyenbeke, Aarschot, Ter Elst, Het Beversche, Sleutelhof, Caudenborg, etc.

## Membres du conseil d'administration
Plusieurs personnes importantes des anciennes familles Wase résidaient au Waas Leenhof, qui formait le conseil d'administration régional et local. Certains titres et fonctions étaient héréditaires, augmentant le prestige de ces familles de génération en génération. Il convient également de noter que la majorité des lignées scabinales Wase et des patriciens se sont mariés et que des relations durables se sont développées. Les hauts échevins devaient s'installer dans le pays de Waes, de sorte que plusieurs membres de la noblesse gantoise se sont installés dans le pays de Waes.
- La famille Baenst
  - dont, Jozef de Baenst, bailli au XVIe siècle
  - dont Olivier de Baenst, bailli au XVe siècle
- Matthieu de Moerman de Harlebeque, bailli au XVIIIe siècle
- Famille de Vaernewyck
  - Jan van Vaernewijck, huissier au XVe siècle
- famille de Landeghem
  - Joannes Antonius van Landeghem
  - Joannes van Landeghem, seigneur van den Hauwe & Essche ; haut-échevin
- famille vanden Saere de Maneghem
- famille Vergauwen, famille d'échevins de Verrebroek.
- famille vanden Eechaute
  - Ferdinadus vanden Eeckhoute, seigneur de Grimbeghes ; haut-échevin
- famille de Castro y Toledo, huissier de justice
- famille de Muelenaer, famille de Gand
- famille de Nève
- Snouck en famille
- famille Nys, famille d'échevins de Vrasene
  - Boudewijn Nys, Hoogschips, également beau-père de Gregorius Vergauwen, stathouder de Verrebroek. Il a épousé jvr. Amelberga Snouck, de Melsele.
- Famille de Jonghe d'Ardoye
  - Théodore de Jonghe, seigneur de Mandekens, haut-échevin
- famille Papeians de Morchoven
- famille Charles
- famille Ysebrant de Lentdoncq, famille d'échevins de Sint-Pauwels
  - Joannes Ysebrants, seigneur héréditaire de Voorde
  - Marcus Ysebrants, Meier et seigneur de Heggeloo
  - Petrus Josèphe Emmanuel Ysebrants, haut-échevin
  - Petrus Augustinus Josephus Ysebrants, Leenman au Leenhof féodal de Termonde
- Jan Hawaert, bailli au XIVe siècle
- Jan Filips van Boonem, huissier au XVIIe siècle
- Alexandre II de Bournonville, bailli avec armoiries au blason
- Famille Van Pottelsberghe de la Poterie
  - dont, Lieven van Pottelsberghe, haut-échevin au XVIe siècle
- Servatius de Steeland, bailli au XVIe siècle
- Emmanuel Vander Vynct
- Jean-Baptiste Versmessen, haut-échevin au XVIIIe siècle
- Guillemus d'Hanens
- Philippe Frans Lippens

## Galerie

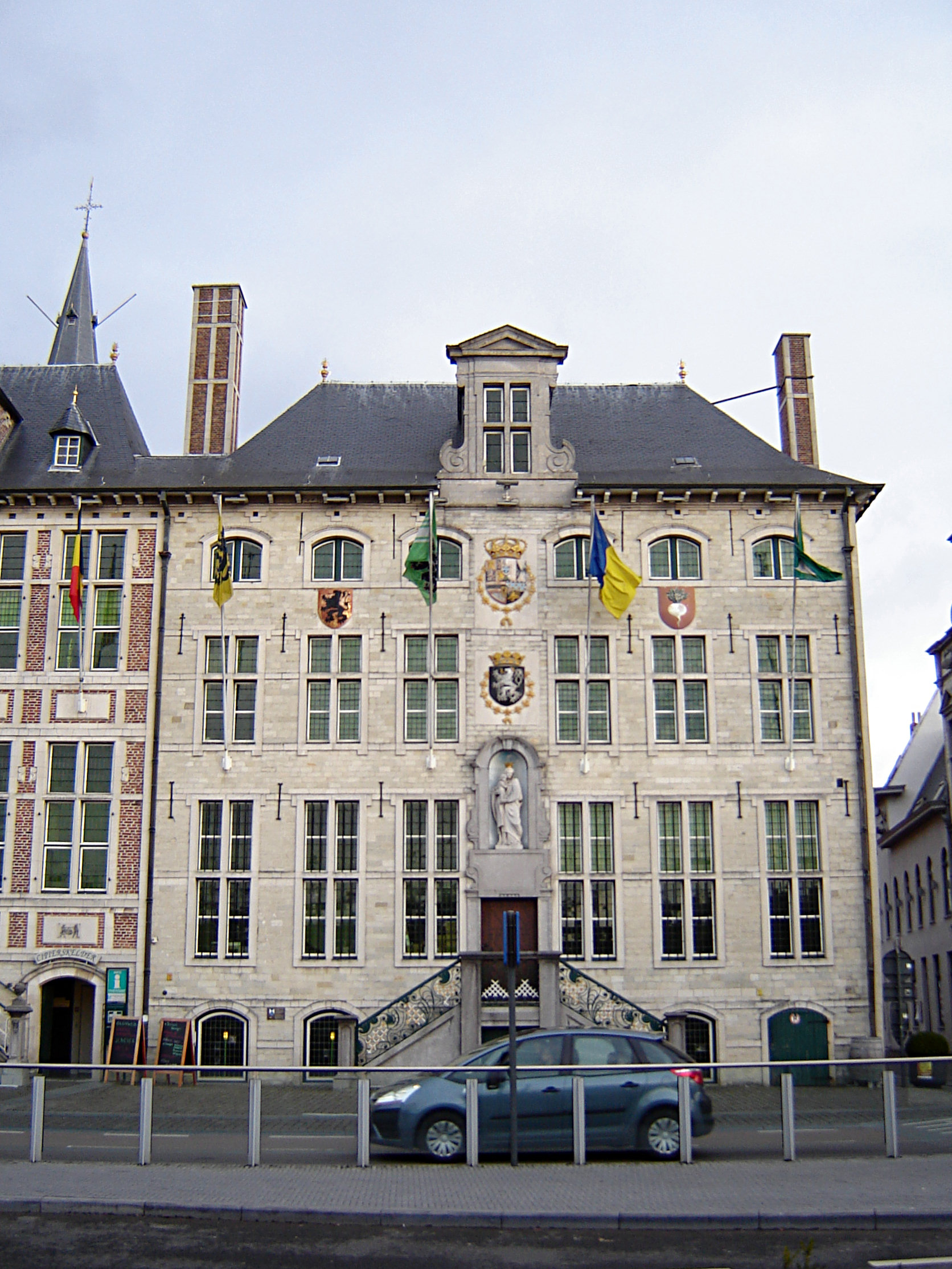
Le Cipierage, la prison de la châtellenie, avec les armoiries du roi d'Espagne au centre, au-dessus de celles du comte de Flandre, et les armoiries du pays de Waes en haut à droite.
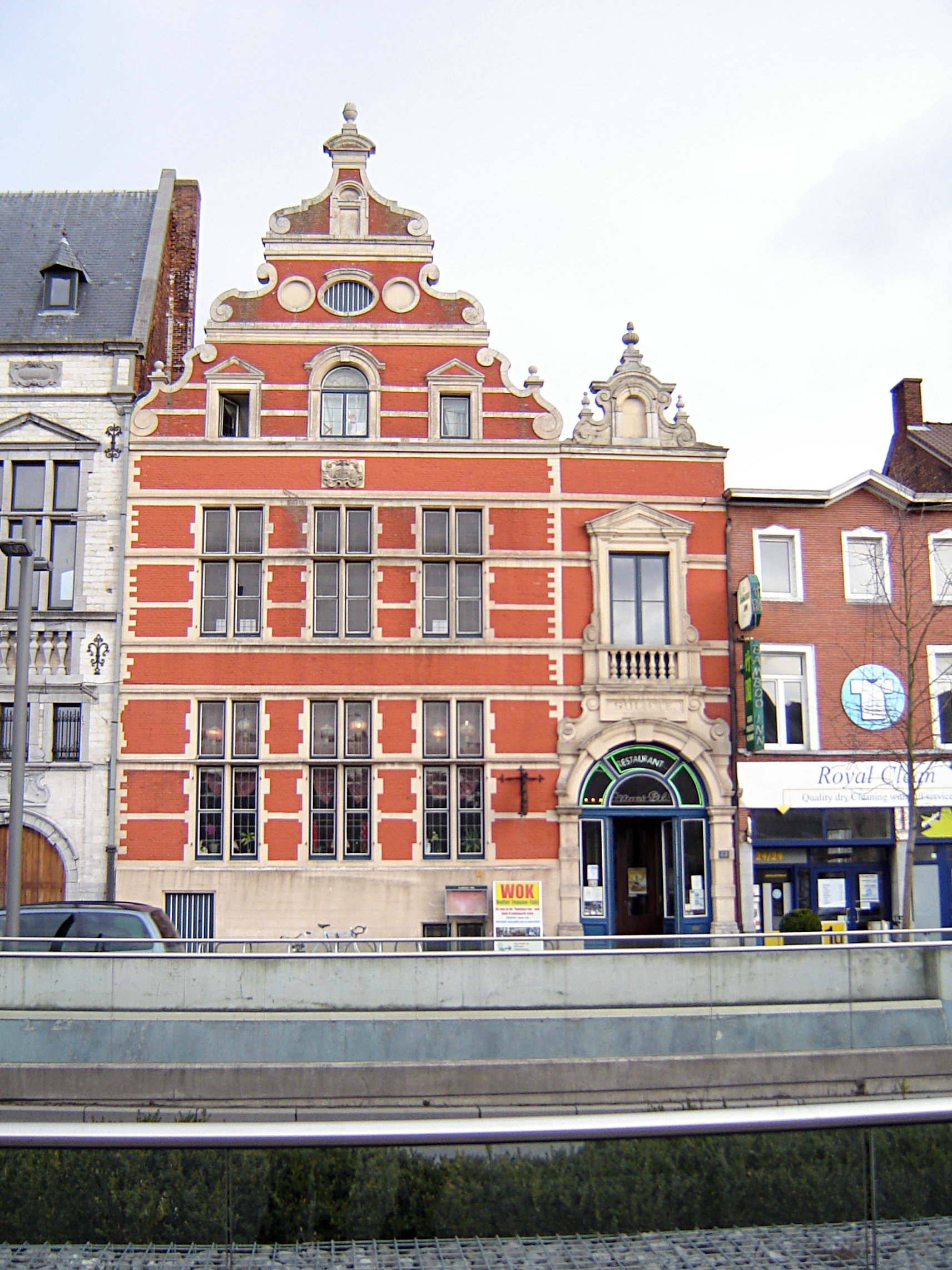
Le Manoir, siège du collège principal

1. ↑  Demey, A.; De Belie, A.; Bogaert, A.; Duys, A.; Van der Gucht; A.; Van den Branden, J.; Grumiau, D.; Van Roeyen, J. (2000) Stad in de tijd. Sint-Niklaas:Van Lijsebetten n.v.
2. 1 2  Les anciennes magistratures du pays de Waes et leurs titulaires: recherches historico-biographiques.- Emmanuel-Marie-Jean Van der Vynckt.-Edom, 1867
3. ↑  Agentschap Onroerend Erfgoed 2021: Landhuis [online] https://id.erfgoed.net/erfgoedobjecten/14988, Inventaris Onroerend Erfgoed, 18 januari 2021
4. ↑  Het land van Reynaert, 18 januari 2021
5. ↑  Geschiedenis, ontdeksintniklaas.be, 18 januari 2021